# Джафаров, Вахид Азиз оглы
Вахид Азиз (азерб. Cəfərov Vahid Əziz oğlu; 23 ноябрь 1945, Гергер, Пашалуйский район) — азербайджанский поэт, переводчик, Член Союза писателей Азербайджана (1978 год), член Союза журналистов Азербайджана (1974 год), Народный поэт Азербайджана (2019).

## Биография
Вахид Азиз родился 23 ноября 1945 года в селе Гергер Пашалуйского (позже — Азизбековского) района (ныне часть Вайоцдзорской области Армении). Позже семья переехала в Тертерский район Азербайджана, где в 1963 году он закончил среднюю школу. Трудовую деятельность он начал в нефтяном тресте «Ширваннефть» в городе Али-Байрамлы (1963–1964).
В 1971 году он окончил Азербайджанский политехнический институт. С 1971 по 1976 год работал корреспондентом в «Информационном агентстве новостей».
В 1976–1982 годах являлся инструктором по пропаганде и агитации в отделе пропаганды и агитации Бакинского Партийного комитета, инструктором Центрального Комитета КП Азербайджана.
В 1982–1989 годах был директором отдела печати.
В 1989–1991 годах занимал должность заместителя председателя Государственного комитета по печати Азербайджана.
С 1991 по 1997 год Вахид Азиз был секретарем исполнительного комитета Союза писателей Азербайджана.
В Бакинской исполнительной власти он был директором отдела контроля за написанием реклам на азербайджанском языке.
Вахид Азиз начал свое литературное творчество после публикации своего первого стихотворения в журнале «Литература и искусство» в 1967 году. С тех пор он регулярно публикуется в периодической печати. За последние годы было опубликовано более 200 публицистических статей и интервью. Он также регулярно выступает с новыми стихами. Вахид Азиз является автором слов более чем 40 песен азербайджанской эстрады. Он также занимается литературным переводом. Он неоднократно представлял Азербайджан в официальных делегациях за рубежом.

## Награды
В мае 2019 года ему было присвоено звание Народного поэта Азербайджанской Республики.
Он был награжден памятным нагрудным знаком «Памятная награда к 880-летию Низами Гянджеви (1141-2021)», учрежденным Министерством Культуры.
В декабре 2020 года удостоен персональной пенсии Президента Азербайджанской Республики.